# Симера
Си́мера (ест. Sõmera küla) — село в Естонії, у волості Ляене-Сааре повіту Сааремаа.

## Населення
Чисельність населення на 31 грудня 2011 року становила 33 особи.

## Географія
Село межує з південною околицею селища Кярла. Край села проходить автошлях 78 (Курессааре — Кігелконна — Веере).

## Історія
До 12 грудня 2014 року село входило до складу волості Кярла.